# جدجد نملي باروني
جدجد نملي باروني (الاسم العلمي:Myrmecophilus baronii) هو نوع من الحشرات يتبع جنس الجدجد النملي من فصيلة الجداجد النملية.